# Swornigacie (gromada)
Swornigacie (w 1972 – Swornegacie) – dawna gromada, czyli najmniejsza jednostka podziału terytorialnego Polskiej Rzeczypospolitej Ludowej w latach 1954–1972.
Gromady, z gromadzkimi radami narodowymi (GRN) jako organami władzy najniższego stopnia na wsi, funkcjonowały od reformy reorganizującej administrację wiejską przeprowadzonej jesienią 1954 do momentu ich zniesienia z dniem 1 stycznia 1973, tym samym wypierając organizację gminną w latach 1954–1972.
Gromadę Swornigacie z siedzibą GRN w Swornigaciach (w obecnym brzmieniu Swornegacie) utworzono – jako jedną z 8759 gromad na obszarze Polski – w powiecie chojnickim w woj. bydgoskim, na mocy uchwały nr 24/5 WRN w Bydgoszczy z dnia 5 października 1954. W skład jednostki wszedł obszar dotychczasowej gromady Swornigacie oraz miejscowość Drzewicz z dotychczasowej gromady Łukomie ze zniesionej gminy Konarzyny, miejscowości Mogiel i Śluza z dotychczasowej gromady Mielno ze zniesionej gminy Lipnice oraz miejscowości Widno i Laska z dotychczasowej gromady Laska ze zniesionej gminy Leśno w tymże powiecie. Dla gromady ustalono 23 członków gromadzkiej rady narodowej.
31 grudnia 1961 do gromady Swornigacie włączono kolonię Asmus i osiedle leśne Młynek ze zniesionej gromady Małe Chełmy w tymże powiecie.
Gromadę zniesiono 1 stycznia 1972, a jej obszar włączono do gromad Leśno (sołectwo Widno), Lipnica (kolonia Mogiel), Brusy (kolonia Asmus i leśnictwo Młynek) i Konarzyny (pozostały obszar o powierzchni ok. 7,822 ha określony na kartach ewidencyjnych map Nr 1–16, 18–20 i 22) w tymże powiecie.